# Svatkî, Hadeaci
Svatkî (în ucraineană Сватки) este localitatea de reședință a comunei Svatkî din raionul Hadeaci, regiunea Poltava, Ucraina.

## Demografie
Componența lingvistică a localității Svatkî
     Ucraineană (98,36%)
     Rusă (1,26%)
     Alte limbi (0,38%)
Conform recensământului din 2001, majoritatea populației localității Svatkî era vorbitoare de ucraineană (98,36%), existând în minoritate și vorbitori de rusă (1,26%).